# روجر رشيد
روجر رشيد (بالإنجليزية: Roger Rasheed)‏ مواليد 10 مارس 1969 في أديليد، هو لاعب كرة مضرب أسترالي سابق بدأ مسيرته كمحترف سنة 1989 وكان يلعب باليد اليمنى، اعتزل اللعب في 2006. أعلى تصنيف له في الفردي كان المركز الـ 192 في سنة 1992.

## روابط خارجية
- روجر رشيد على موقع AustralianFootball.com (الإنجليزية)
- روجر رشيد على موقع رابطة محترفي التنس (الإنجليزية)
- روجر رشيد على موقع الاتحاد الدولي لكرة المضرب (الإنجليزية)
- روجر رشيد على موقع اتحاد التنس الأسترالي (الإنجليزية)
- روجر رشيد على موقع خلاصة التنس.كوم (الإنجليزية)